# Kazimierz Bein
Kazimierz Bein, noto anche con lo pseudonimo di Kabe (1872 – Łódź, 15 giugno 1959), è stato uno scrittore, medico ed esperantista polacco.

## Traduzioni
Negli anni della gioventù entrò a far parte del movimento antirusso, ragione per cui venne esiliato per diversi anni e poté concludere soltanto nel 1899 gli studi di medicina. Fondò la Società Oftamologica Polacca e scrisse diversi libri ed articoli in questo campo.
Nel mondo esperantista divenne famoso, sotto lo pseudonimo di Kabe, per la traduzione dell'opera del libro Dno nędzy di Wacław Sieroszewski, apparsa sotto il titolo Fundo de l' Mizero ("Profondità della miseria") nella rivista Lingvo internacia nel 1904. Dal 1906 ricoprì la carica di vicepresidente della Akademio de Esperanto.
Le sue due opere principali sono il Vortaro de Esperanto (il primo dizionario monolingue di esperanto) e La Faraono, traduzione del romanzo Il faraone di Bolesław Prus.
Il grande merito di Kabe è stato il suo influsso sull'evoluzione dello stile della prosa esperantista. Il suo linguaggio era molto chiaro, semplice, molto elegante, con frasi perfettamente equilibrate e scevre dall'uso di idiotismi.

## L'uscita di scena
Nel 1911 Kabe scomparve improvvisamente e senza spiegazioni dal movimento e non si occupò più di esperanto, ricoprendo, invece, la carica di direttore dell'Istituto di Oftalmologia di Varsavia. I motivi della sua decisione sono tuttora non chiari, anche se potrebbero aver influito cause personali, come il litigio con Antoni Grabowski, Adam Zakrzewski ed altri. Il suo nome, nel mondo esperantista è diventato simbolo di apostasia: dal suo pseudonimo è nato il verbo kabei, che significa "lasciare il mondo esperantista (dopo essere stato un attivista)". Un'altra variante è kabeiĝi, con simile significato.

## Traduzioni
- Fundo de l' mizero di Wacław Sieroszewski
- La Faraono di Bolesław Prus
- La interrompita kanto di Eliza Orzeszkowa
- Pola Antologio
- Versaĵoj en prozo di Ivan Turgenev
- Patroj kaj filoj di Ivan Turgenev
- Elektitaj fabeloj dei Fratelli Grimm
- Internacia Krestomatio Archiviato l'8 gennaio 2006 in Internet Archive.
- Unua Legolibro
- La lasta di Władysław Stanisław Reymont